# ベアトリーチェ・ディ・サヴォイア (サルッツォ侯妃)
ベアトリーチェ・ディ・サヴォイア（イタリア語：Beatrice di Savoia, 1223年3月4日以前 - 1259年以前の5月10日）は、サヴォイア伯アメデーオ4世とその最初の妃マルグリット・ド・ブルゴーニュの娘。サルッツォ侯マンフレード3世の妃。また、のちにシチリア王となるマンフレート・フォン・ホーエンシュタウフェンと結婚した。

## 生涯
ベアトリーチェは両親の2人の娘のうちの長女で、同母妹マルゲリータはモンフェッラート侯ボニファーチョ2世と結婚した。母の死後、父はチェチーリア・デル・バルツォと再婚しボニファーチョおよびベアトリーチェが生まれた。
ベアトリーチェは生まれてまもない1223年3月4日にサルッツォ侯マンフレード3世と婚約した。この婚約は一旦破棄されたが、1227年10月2日に新たに婚約が成立した。その日に署名された契約書には、ベアトリーチェの持参金に関して言及されていた。2人は1233年3月に結婚し、この結婚生活は1244年に夫マンフレード3世が死去するまで続いた。ベアトリーチェには以下の4子が生まれた（うち下2人は双子でマンフレード3世の死後に生まれた）。
- アラージア（1236年頃 - 1311年7月12日以前） - ポンテフラクト男爵エドマンド・ド・レイシー（英語版）と結婚、リンカーン伯ヘンリー・ド・レイシーの母。
- トンマーゾ1世（1239年 - 1256年） - サルッツォ侯
- アニェーゼ（1245年 - 1265年8月4日以前） - ジョン・ド・ヴェシー（英語版）と結婚
- マルゲリータ（1245年生） - アニェーゼと双子

マンフレード3世の死からわずか2年後の1246年5月8日、ベアトリーチェは神聖ローマ皇帝フリードリヒ2世の庶子でおそらく愛妾ビアンカ・ランチアの息子のマンフレートと婚約した。この結婚はベアトリーチェの父アメデーオ4世と皇帝フリードリヒ2世の同盟のために決められた。2人の代理結婚は1247年3月に行われ、結婚契約書は1247年4月21日に署名された。マンフレートとベアトリーチェの間には1女コンスタンツェ（1249年 - 1302年）が生まれた。コンスタンツェはアラゴン王ペドロ3世と結婚し、アルフォンソ3世、ハイメ2世およびイサベルの母となった。
1253年5月24日付のベアトリーチェの父の遺言において、ベアトリーチェの相続権は異母弟のために考慮されなかった。この遺言にはベアトリーチェの2番目の夫マンフレートについて言及されていないため、おそらくこの結婚はすでに破綻していたとみられる。ベアトリーチェは1259年以前に死去した。夫マンフレートは1258年にシチリア王となり、ヘレナ・アンゲリナ・ドゥーカイナと再婚した。